# Mehmet Kasapoğlu

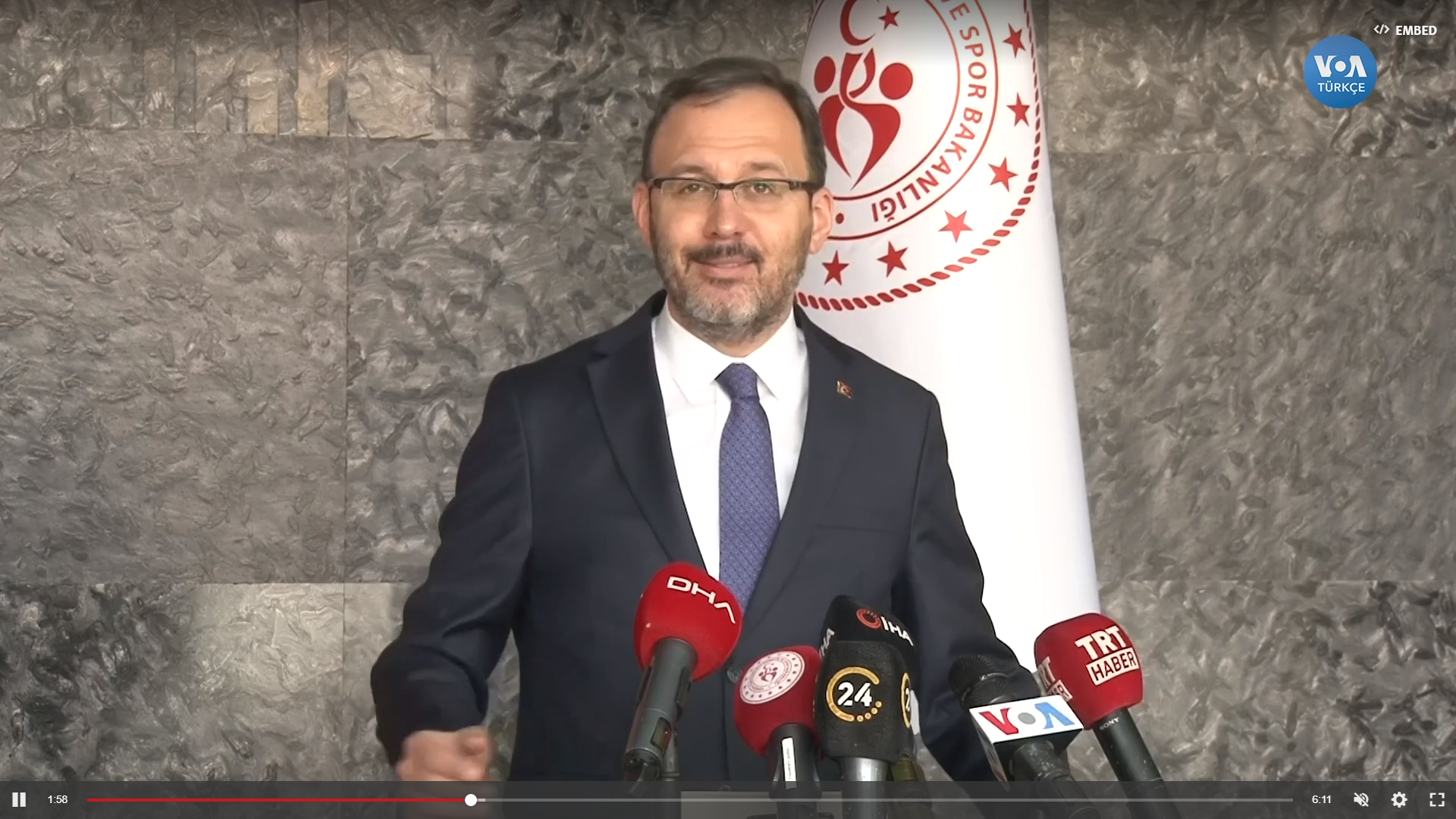
Mehmet Kasapoğlu

Mehmet Muharrem Kasapoğlu (* 1976 in Istanbul) ist ein türkischer parteiloser Politiker.

## Leben
Kasapoğlu studierte Betriebswirtschaft an der Marmara-Universität in Istanbul und schloss das Studium mit dem Master ab. Anschließend arbeitete er an der Florida State University. Ein weiteres Studium absolvierte er an der Palm Beach Atlantic University. Den Doktor errang Kasapoğlu schließlich an der Istanbul Üniversitesi. Ab dem Jahr 2009 war Kasapoğlu in verschiedenen Verwendungen im Ministerium für Arbeit und Soziale Sicherheit, im Ministerium für Nationale Erziehung und im Ministerium für Jugend und Sport tätig. Im Kabinett Erdoğan IV wurde Kasapoğlu am 9. Juli 2018 zum Minister für Jugend und Sport ernannt. Er ist verheiratet und hat ein Kind.